# Majdan, evropský debatní klub
Majdan, evropský debatní klub je mezinárodní televizní pořad z Kyjeva o směřování střední Evropy. Jedná se o diskuzní platformu, jež propojuje názorové vůdce daného geopolitického prostoru s aktéry myšlení, politiky a kultury zemí východoevropského partnerství i dalšími světovými osobnostmi. Majdan je slovo, které je spojováno s revolucí na Ukrajině, což je případná asociace, jde ale také o obecnější termín odkazující na otevřený prostor k rozpravě, a to je základním smyslem projektu.

## Vysílatelé
Sérii vysílají následující média:
- Ukrajina (UA:První)
- Česko (Aktuálně.cz)
- Slovensko (tyzden.sk)
- Polsko (onet.pl)
- Bělorusko (svaboda.org)

## Producent
Pořad vzniká v produkci Českého centra Kyjev ve spolupráci s partnery z ukrajinského klastru evropských národních kulturních institutů EUNIC a v koprodukci se společností W Press.